# Poland (Schiff)
Die Poland war ein 1898 in Dienst gestelltes Passagier- und Frachtschiff, das in den ersten Jahren unter dem Namen Manitou für die Atlantic Transport Line im Dienst war und ab 1902 als Poland unter belgischer Flagge von der Red Star Line im Antwerpen-Philadelphia-Service eingesetzt wurde. Während des Ersten Weltkriegs diente das Schiff wieder unter dem Namen Manitou als Truppentransporter, bis es 1921 an die Red Star Line zurückging und erneut Poland genannt wurde. Der Dampfer wurde 1925 in Italien abgewrackt.

## Atlantic Transport Line
Die Poland wurde eigentlich für Furness, Withy & Co. in West Hartlepool gebaut und sollte unter dem Namen Victoria mit Platz für 120 Passagiere der Ersten Klasse in Dienst gestellt werden. Das 6.849 BRT große Dampfschiff lief am 31. Juli 1897 bei der Bauwerft von Furness, Withy & Co. vom Stapel und wurde mit einer Dreifachexpansions-Dampfmaschine von T. Richardson & Sons (Hartlepool) ausgestattet, die das Schiff auf 13 Knoten (24 km/h) beschleunigen konnte.
Noch vor oder während der Fertigstellung des Schiffs wurde es von der US-amerikanischen Reederei Atlantic Transport Line gekauft, die Ersatz für ihre von der US-Regierung im Spanisch-Amerikanischen Krieg verwendeten Dampfer benötigte. Es wurden neben der Victoria auch noch die vier Schwesterschiffe gekauft und umbenannt. Aus der Victoria wurde die Manitou, aus der Alexandria die Menominee, aus der Cleopatra die Mohegan¸ aus der Winifreda die Mesaba (I) und aus der Boadicea die Marquette (alle 1898). Für jedes der Schiffe zahlte die Atlantic Transport Line 140.000 Pfund Sterling (nach damaligem Geldwert).
Die Victoria und die Boadicea waren bereits vor dem Kauf von der Atlantic Transport Line gechartert worden. Die von Frederick William MacMonnies entworfene überlebensgroße Bronze-Quadriga für das Kriegsdenkmal „Soldiers and Sailors Memorial Arch“ auf dem Grand Army Plaza in Brooklyn traf im August 1898 an Bord der neuen Manitou in New York ein. Am 4. September 1898 legte das Schiff in New York zur ersten Fahrt nach der Übernahme ab.

## Red Star Line und der Erste Weltkrieg
Als im Jahr 1900 die Minneapolis und die Minnehaha in Dienst gestellt wurden, wurden die älteren Schiffe nicht mehr gebraucht und zum Teil verkauft. Die Manitou ging 1902 an die Red Star Line, die sie in Poland umbenannte und von Juni 1902 bis 1914 auf der Route Antwerpen–Philadelphia einsetzt. Die Poland wurde nun mit einer Funkanlage versehen. Auf einer Fahrt nach Philadelphia im Jahr 1906 brach bei Land’s End die Schraubenwelle des Schiffs, sodass die Poland die Fahrt abbrechen und in den Hafen von Falmouth einlaufen musste.
Nachdem Antwerpen im Oktober 1914 von den Deutschen eingenommen worden war,  wurde der Abfahrthafen nach Liverpool verlegt. Die Anzahl der Rettungsboote wurde verdoppelt. Zusammen mit vier anderen Ozeandampfern transportierte die Poland, die nun wieder Manitou hieß, im Oktober 1914 kanadische Truppen von Gaspé nach Großbritannien. Es wird berichtet, dass der Bär, der A. A. Milne zu seinem weltbekannten Werk Pu der Bär (im Original Winnie-the-Pooh) inspirierte, als Maskottchen der kanadischen Soldaten an Bord der Poland nach Europa kam. Dieser Bär, der Winnie hieß, wurde dem London Zoo übergeben und war dort jahrelang eine große Attraktion vor allem bei Kindern. Christopher Robin Milne, dem Sohn von Alan Alexander Milne, wurde es gestattet, zu dem Bären in den Käfig zu gehen und ihm Milch zu geben.
Ab 1915 diente die Manitou dauerhaft als Truppentransporter unter dem Kommando von Kapitän John McMath, OBE, der am 16. Juli 1918 im Alter von 46 Jahren starb und in Port Said beigesetzt wurde. Am 17. April 1915 wurde das Schiff von dem türkischen Torpedoboot Demir Hissar etwa zehn Seemeilen vor der Insel Skyros in der Ägäis gestoppt. Nachdem ein Offizier an Bord der Demir Hissar die Evakuierung der Manitou gefordert hatte, wurden insgesamt drei Torpedos abgeschossen, von denen jedoch keiner sein Ziel traf. Die Demir Hissar drehte daraufhin ab. Kurze Zeit später lief das Torpedoboot während der Flucht vor dem britischen Kreuzer Doris bei Chios auf Grund.
Am 30. Mai 1917 entkam der Dampfer einem U-Boot, vermutlich U 38 unter Max Valentiner. Sie fuhr zu dem Zeitpunkt begleitet von den beiden Sloops Berberis und Snapdragon durch die Gewässer nordöstlich von Tobruk. Im Dezember 1917 dampfte das Schiff zusammen mit der Mandala (Bj. 1915) der British India Steam Navigation Company, der Volumnia (Bj. 1892) der deutschen Reederei Kosmos und der Chandra in einem Geleitzug von Malta nach Marseille. Die Gruppe von dem Zerstörer Nereide und den Sloops Lychnis und Cyclamen eskortiert. Das U-Boot U 40 der Österreichischen Kriegsmarine unter dem Kommando von Linienschiffleutnant Johann Krsnjavi versuchte einen Angriff auf den Konvoi, aber die Entfernung war zu groß.
Am 18. April 1918 kam das Schiff vor der tunesischen Küste ins Visier des deutschen U-Boots UC 27, aber wieder war der Abstand zwischen den Schiffen zu groß. Am 17. Juni 1918 kam es zu einem dramatischeren Zwischenfall, als der Geleitzug des Schiffs auf einer Fahrt von Marseille nach Alexandria nördlich von Kap Bon von U 64 unter dem Kommando von Kapitänleutnant Robert Moraht attackiert wurde. Die Manitou fuhr in einem Konvoi mit dem Dampfschiff Kandy (Bj. 1904) unter dem Schutz der Lychnis und des Kreuzers Partridge. Das U-Boot torpedierte die Manitou, die U 64 daraufhin rammte. Die Kandy wurde ebenfalls getroffen und sank. U 64 wurde abgetaucht von zwei Wasserbomben der Lychnis getroffen und beim Auftauchen von der Partridge gerammt. U 64 sank nach heftigem Beschuss mit dem Verlust von 37 seiner 42 Besatzungsmitglieder.
Nur wenige Monate später, am 4. November 1918 wurde ein anderer Konvoi, dem sich die Manitou angeschlossen hatte, an der Südspitze Sardiniens von UB 68 unter dem Kommando von Oberleutnant zur See Heino von Heimburg angegriffen. Der Dampfer Kingstonian (Bj. 1901) der Leyland Line wurde torpediert und beschädigt, konnte aber in der Bucht von Carloforte auf Grund gesetzt werden. Die Sloop Berberis warf drei Wasserbomben auf UB 68 ab. 1921 wurde das Schiff wieder der Red Star Line übergeben und erhielt den Namen Poland zurück. Die Passagierkapazitäten wurden auf 1100 Passagiere der Dritten Klasse erhöht. 1922 wurde die Poland in den Dienst der White Star Line gestellt und zusammen mit der Vedic (Bj. 1918) auf deren Route von Hamburg über Southampton nach Quebec und Montreal eingesetzt. Nach nur drei Fahrten wurde sie aufgelegt, für 18.000 Pfund Sterling zum Abbruch verkauft und 1925 in Italien abgewrackt.